# Rolf Maximilian Sievert
Rolf Maximilian Sievert (wymowa: ˈrɔlf maksɪˈmǐːlɪan ˈsǐːvɛʈ; ur. 6 maja 1896, zm. 3 października 1966) – szwedzki fizyk medyczny, który wniósł znaczący wkład w badania nad biologicznymi skutkami promieniowania.

## Życiorys
Sievert urodził się w Sztokholmie (Szwecja). Pracował jako kierownik laboratorium fizyki w szwedzkim Radiumhemmet w latach 1924-37, kiedy to został szefem wydziału fizyki promieniowania w Instytucie Karolinska. Odegrał pionierską rolę w pomiarach dawek promieniowania, zwłaszcza w ich wykorzystaniu w diagnostyce i leczeniu raka. W późniejszych latach jego badania koncentrowały się na skutkach biologicznych wielokrotnego narażenia na niskie dawki promieniowania. W 1964 założył Międzynarodowe Stowarzyszenie Ochrony przed Promieniowaniem (IRPA), przez pewien czas będąc jego przewodniczącym. W latach 1958-59 przewodniczył Komitetowi Naukowemu ONZ ds. Skutków Promieniowania Atomowego (UNSCEAR). Skonstruował wiele instrumentów do pomiaru dawek promieniowania (najbardziej znaną jest komora Sieverta).
W 1979 r. na Generalnej Konferencji Miar i Wag jednostka dawki skutecznej została nazwana na jego cześć siwertem.